# Барон Бернерс

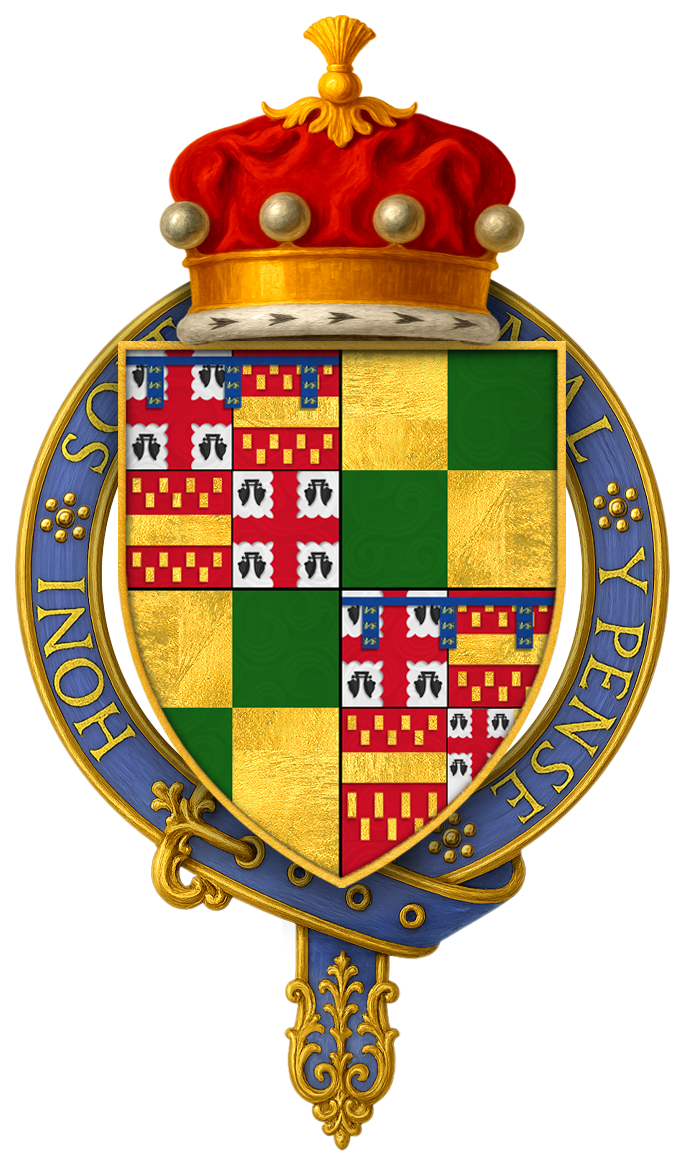
Герб сэра Джона Буршье, 1-го барона Бернерса

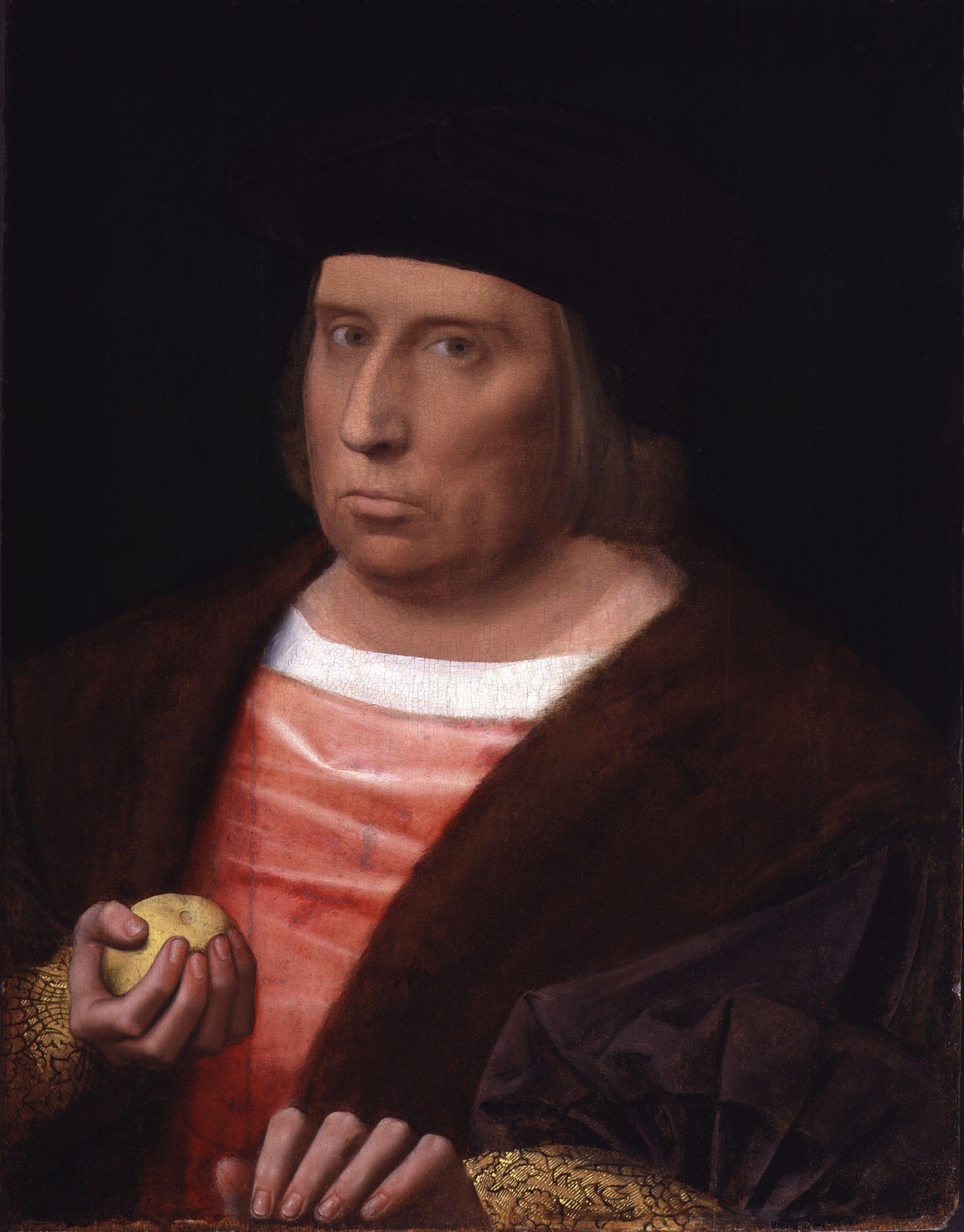
Джон Буршье, 2-й барон Бернерс

Барон Бернерс — наследственный титул в системе Пэрства Англии.

## От создания до первого бездействия (1455—1693)

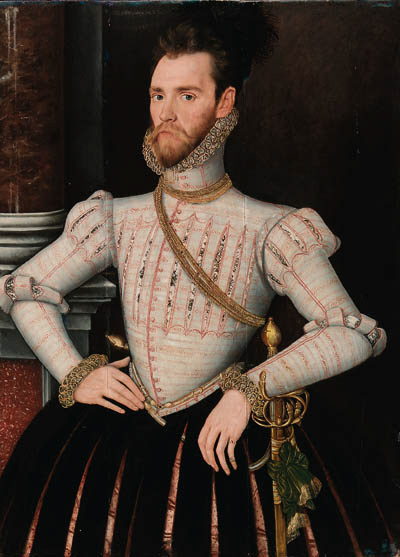
Сэр Томас Книветт, де-юре 4-й барон Бернерс

Титул барона Бернерса был создан в 1455 году для сэра Джона Буршье (примерно 1415—1474), младшего сына Уильяма Буршье, 1-го графа д’Э. Джон Буршье был мужем Марджери Бернерс, дочери сэра Ричарда Бернерса. Баронский титул был создан с правом наследования для мужских и женских потомков. Лорду Бернерсу наследовал его внук Джон (1467—1533), канцлер казначейства в 1516—1527 годах. Он не оставил сыновей, так что ему наследовала дочь, Джейн Книветт (умерла в 1562), хотя она никогда не приняла титул. Джейн была женой сэра Эдмунда Книветта. Их внук Томас Книветт, де-юре 4-й барон Бернерс (1539—1616), должен был получить королевскую грамоту на баронство, но умер до получения подтверждения от короля. Его потомок сэр Томас Книветт, де-юре 7-й барон Бернерс (1655/1656 — 1693), заседал в Палате общин от Данвича (1685—1687) и Ая (1689—1690). После его смерти в 1693 году пэрство оказалось в бездействии между его двумя сестрами, Элизабет, женой сэра Томаса Гленхема, и Кэтрин, (1-й муж — Джон Харрис, 2-й муж — Ричард Бокенхем).

## От восстановления титула до смерти 14-го барона (1711—1950)
В 1711 году после смерти сэра Томаса Глемхема, единственного ребёнка Элизабет Глемхем, баронство было передано вышеупомянутой Кэтрин Бокенхем (1658—1743), которая стала де-юре 8-я баронессой Бернерс.
В 1720 году она была подтверждена Палате лордов в качестве 8-й баронессы Бернерс. Тем не менее, после её смерти в 1743 году баронство снова оказалось в бездействии, на этот раз между наследниками сестер Элизабет Книветт (жена Генри Уилсона) и Люси Книветт (1-й муж — Томас Холт, 2-й муж — Джон Филд), и правнучки Томаса Книветта, младшего брата 6-го барона Бернерса. На этот раз пэрство оставался в бездействии в течение 89 лет, до тех пор, пока в 1832 году баронский титул получил Роберт Уилсон (1761—1838), который стал 9-м бароном. Он был внуком Елизаветы Книветт. Его преемником стал его младший брат, Генри Уилсон, 10-й барон Бернерс (1762—1851). После его смерти титул унаследовал его сын, Генри Уильям Уилсон, 11-й барон Бернерс (1797—1871).
Он умер бездетным, и ему наследовала его племянница Гарриет Тируитт, 12-я баронесса Бернерс (1835—1917). Она была дочерью достопочтенного Роберта Уилсона, младшего сына 10-го барона и супругой сэра Генри Томаса Тируитта, 3-го баронета (1824—1894). Ей наследовал её сын, Реймонд Роберт Тируитт, 13-й барон Бернерс (1855—1918). В 1892 году по королевскому разрешению он принял дополнительную фамилию «Уилсон», в 1894 году стал преемником своего отца в качестве 4-го баронета из Стэнли Холла. Он не был женат, его сменил его племянник, Джеральд Хью Тируитт-Уилсон, 14-й барон Бернерс (1883—1950), писатель, художник и композитор классической музыки. Кроме того, он никогда не был женат, после его смерти в 1950 году титул баронета прервался.

## Баронеты Тируитт
Титул баронета Тируитта из Стэнли Холла в графстве Шропшир (Баронетство Соединенного Королевства) был создан 3 октября 1808 года для Томаса Тируитта Джонса (1765—1811). Он представлял в Палате общин Уэймут и Мелкомб Реджис (1790—1791), Денби (1797—1800, 1801—1802), Атлон (1803—1806) и Шрусбери (1807—1811). Родился как Томас Тируитт, он по королевскому разрешению принял дополнительную фамилию «Джонс» в 1790 году. Его сын, сэр Томас Джон Тируитт Джонс, 2-й баронет (1793—1839), был высшим шерифом Шропшира в 1816 году и заседал в Палате общин от Бриджнорта (1818—1820). Его преемником стал его сын, вышеупомянутый сэр Генри Томас Тируитт, 3-й баронет (1824—1894), который женился на Гарриет Уилсон, 12-й баронессе Бернерс (1835—1917). Их сын Рэймонд Роберт Тируитт-Уилсон (1855—1918) унаследовал титулы баронета и барона.

## Преемственность в баронстве Бернерс
В 1950 году после смерти Джеральда Хью Тируитта-Уилсона, 14-го барона Бернерса, баронский титул унаследовала его кузина, Вера Руби Уильямс, 15-я баронесса Бернерс (1901—1992). Она была дочерью достопочтенного Руперта Тируитта, пятого сына 12-й баронессы, и женой Гарольда Уильямса. В 1992 году после смерти Веры Руби Уильямс баронский титул снова попал в бездействие между её дочерьми, достопочтенной Памелой Вивьен Киркхэм, женой Майкла Джозефа Сперри Киркхэма, и достопочтенной Розмари Тируитт, женой Кельвина Александра Поллока. В 1995 году баронский титул был передан старшей сестре Памеле Вивьен Киркхэм, 16-й баронессе Бернерс.
На 2024 год держателем титула является Руперт Уильям Тируитт Киркхем, 17-й барон Бернерс (род. 1953), старший сын предыдущей, который наследовал матери в 2023 году.

## Бароны Бернерс (1455)
- 1455—1474: Джон Буршье, 1-й барон Бернерс (умер в мае 1474), четвёртый сын Уильяма де Буршье, графа д’Э[1];
- 1474—1533: Джон Буршье, 2-й барон Бернерс (1467 — 19 марта 1533), единственный сын сэра Хамфри Буршье (ум. 1471), внук предыдущего[2];
- 1533—1562: Джейн Найветт, де-юре 3-я баронесса Бернерс (умерла 17 февраля 1561/1562), дочь предыдущего, жена сэра Эдмунда Найветта (умер в 1539)[3];
- 1562—1618: Томас Найветт, де-юре 4-й барон Бернерс[англ.] (ок. 1539 — 9 февраля 1617/1618), старший сын Джона Найветта (ум. 1524), внук Джейн Найветт, 3-й баронессы Бернерс[4];
- 1618—1658: Томас Найвет, де-юре 5-й барон Бернерс[англ.] (10 июня 1596 — 30 июня 1658), старший сын сэра Генри Найветта (ум. 1605), старшего сына предыдущего[5];
- 1658—1673: Джон Найветт, де-юре 6-й барон Бернерс (ум. 28 июля 1673), младший брат предыдущего[6];
- 1673—1693: Томас Найветт, де-юре 7-й барон Бернерс[англ.] (февраль 1655/1656 — 28 сентября 1693), единственный сын предыдущего[7];
- 1711—1743: Кэтрин Бокенхем, 8-я баронесса Бернерс (13 августа 1658 — 29 ноября 1743), младшая сестра предыдущего[8];
- 1832—1838: Полковник Роберт Уилсон, 9-й барон Бернерс (20 января 1761 — 25 марта 1838), старший сын Генри Уильяма Уилсона (1728—1796), внук Генри Уилсона (ум. 1741) и Элизабет Найветт (ок. 1691—1757)[9];
- 1838—1851: Генри Уилсон, 10-й барон Бернерс (1 октября 1762 — 26 февраля 1851), младший брат предыдущего[10];
- 1851—1871: Генри Уильям Уилсон, 11-й барон Бернерс (23 февраля 1797 — 27 июня 1871), старший сын предыдущего[11];
- 1871—1917: Эмма Гарриет Тируитт, урожденная Уилсон, 12-я баронесса Бернерс (18 ноября 1835 — 18 августа 1917), единственная дочь преподобного достопочтенного Роберта Уилсона (1801—1850), племянница предыдущего[12];
- 1917—1918: Рэймонд Роберт Тируитт-Уилсон, 13-й барон Бернерс (22 июля 1855 — 5 сентября 1918), второй сын предыдущей[13];
- 1918—1950: Джеральд Хью Тируитт-Уилсон, 14-й барон Бернерс (18 сентября 1883 — 19 апреля 1950), единственный сын достопочтенного Хью Тируитта (1856—1907), племянник предыдущего[14];
- 1950—1992: Вера Руби Уильямс, 15-я баронесса Бернерс (25 декабря 1901 — 20 февраля 1992), единственная дочь майора достопочтенного Руперта Тируитта (1859—1940), двоюродная сестра предыдущего[15];
- 1995—2023: Памела Вивьен Киркхем, 16-я баронесса Бернерс (30 сентября 1929 — 23 января 2023), старшая дочь предыдущей[16];
- 2023 — настоящее время: Руперт Уильям Тируитт Киркхем, 17-й барон Бернерс (род. 18 февраля 1953), старший сын предыдущей[17];
  - Наследник титула: достопочтенный Эдвард Майкл Тируитт Киркхем (род. 7 июля 1994), единственный сын предыдущего[18].

## Баронеты Тируитт из Стэнли Холл (1808)
- 1808—1811: Сэр Томас Тируитт Джонс, 1-й баронет[англ.] (1 сентября 1765 — 24 ноября 1811), старший сын капитана ВМФ Джона Тируитта (1737—1812), внук преподобного Роберта Тируитта (1698—1742), правнук Роберта Тируитта (ок. 1654—1703)[19]
- 1811—1839: Сэр Томас Джон Тируитт Джонс, 2-й баронет (12 июля 1793 — 5 октября 1839), старший сын предыдущего[20]
- 1839—1894: Сэр Генри Томас Тируитт, 3-й баронет (16 апреля 1824 — 26 января 1894), старший сын предыдущего[21]
- 1894—1918: Сэр Роберт Рэймонд Тируитт-Уилсон, 4-й баронет (22 июля 1855 — 5 сентября 1918), второй сын предыдущего, 13-й барон Бернерс с 1917 года[13]
- 1918—1950: Джеральд Хью Тируитт-Уилсон, 5-й баронет (18 сентября 1883 — 19 апреля 1950), единственный сын Хью Тируитта (1856—1907), племянник предыдущего, 14-й барон Бернерс[14].